# Кузьниця-Блонська
Кузьниця-Блонська (пол. Kuźnica Błońska) — село в Польщі, у гміні Кльонова Серадзького повіту Лодзинського воєводства.
Населення — 227 осіб (2011).
У 1975-1998 роках село належало до Серадзького воєводства.

## Демографія
Демографічна структура станом на 31 березня 2011 року:
|          | Загалом | Допрацездатний вік | Працездатний вік | Постпрацездатний вік |
| -------- | ------- | ------------------ | ---------------- | -------------------- |
| Чоловіки | 105     | 19                 | 73               | 13                   |
| Жінки    | 122     | 31                 | 54               | 37                   |
| Разом    | 227     | 50                 | 127              | 50                   |